# Гемпден-Парк
Гемпден-Парк (англ. Hampden Park) — стадіон у місті Глазго (Шотландія). Місткість 52 103 глядачів. Є домашньою ареною для футбольного клубу «Квінз Парк» та Збірної Шотландії з футболу. Стадіон відкритий у 1903 році. Входить до числа 5-зіркових стадіонів УЄФА.
На цьому стадіоні неодноразово проводились фінали європейських кубків. Стадіон приймав футбольні матчі Олімпіади-2012.
Стадіон буде ключовою спорудою у проведенні Ігор Співдружності у 2014 році.

## Відомі матчі
- 1960 Реал Мадрид — Айнтрахт 7:3 (фінал Ліги Чемпіонів)
- 1962 Атлетіко (Мадрид) — Фіорентіна 1:1 (фінал Кубка Кубків УЄФА)
- 1966 Боруссія (Дортмунд) — Ліверпуль 2:1 (фінал Кубка Кубків УЄФА)
- 1967 Селтік — Расінг 1:0 (фінал Ліги Чемпіонів)
- 1976 Баварія — Сент-Етьєнн 1:0 фінал Ліги Чемпіонів)
- 2002 Реал Мадрид — Байєр (Леверкузен) 2:1 (фінал Ліги Чемпіонів)
- 2007 Севілья — Еспаньйол 2:2 (пен.3:1) (фінал Кубка УЄФА)

## Цікаві факти
У 1960 на стадіоні пройшов фінальний матч Ліги чемпіонів 1959/60 р., що став найвідвідуванішим за всю історію проведення фіналів турніру: на нього прийшло понад 127 тисяч чоловік. Крім того, цей же фінал побив рекорд за кількістю голів, забитих за матч, — 10. Із цих 10 голів 4 забив Ференц Пушкаш, що також є рекордом.